# Lepidotheca fascicularis
Lepidotheca fascicularis är en nässeldjursart som först beskrevs av Stephen D. Cairns 1983.  Lepidotheca fascicularis ingår i släktet Lepidotheca och familjen Stylasteridae. Inga underarter finns listade i Catalogue of Life.